# Battaglie (Treviglio)
Battaglie è una frazione del comune di Treviglio situata nella zona nord, poco distante da Castel Cerreto. Prende il nome dall'omonima cascina.
Vi è situata la chiesa del Sacro Cuore di Gesù, posta tra lo stabilimento della Bianchi e la cascina.

## Geografia fisica
La cascina Battaglie sorge a 140 metri sul livello del mare, 15 metri più in alto del capoluogo. A nord della frazione scorre il fosso bergamasco e oltre questo vi è una cava.

## Monumenti e luoghi d'interesse

### Chiesa del Sacro Cuore di Gesù
La chiesa della frazione è dedicata al Sacro Cuore di Gesù. Costruita su progetto del Chiapetta in mattoni rossi e rosa, questi ultimi sulla facciata è a navata unica ed è dotata di un piccolo campanile. È stata restaurata agli inizi del XXI secolo.
La festività religiosa della frazione è mobile dal momento che è celebrata in concomitanza della festività del Sacro Cuore di Gesù che dipende indirettamente dalla Pasqua.

## Storia

### Origini
Le Battaglie si trovano sulla strada tra Castel Cerreto e Castel Rozzone, e vicino alla strada tra Treviglio e Bergamo.
Agli inizi del 1300 viene costruita la roggia Moschetta per portare le acque al comune di Brignano Gera d'Adda, che porta le sue acque a nord della frazione. Successivamente da essa verranno derivati dei fossi secondari per portare l'acqua ai campi che circondano la cascina Battaglia.
La frazione posta tra Castel Cerreto e Castel Rozzone fu probabilmente di proprietà dei Rozzone e passò successivamente sotto i Piazzoni nuovi signori di Castel Cerreto.

### XX secolo
All'inizio del novecento i contadini della frazione beneficiarono, insieme a quelli della vicina Castel Cerreto, dell'istituzione da parte di monsignor Ambrogio Portaluppi della Società dei Probi Contadini, applicazione pratica della Dottrina sociale della Chiesa.
Negli anni settanta la frazione entra a far parte della parrocchia di San Pietro nella zona nord appena istituita.

## Geografia antropica
La frazione nasce in origine come semplice cascina a cui successivamente è aggiunta la chiesa del Sacro Cuore di Gesù. In passato era un'area prevalentemente agricola, simile a Castel Cerreto, ma oggi ospita due grandi stabilimenti: quello chimico della Farchemia e quella della Bianchi biciclette.